# Obaga de Margarit
L'Obaga de Margarit és una obaga del terme municipal de Castell de Mur, dins de l'antic terme de Guàrdia de Tremp, al Pallars Jussà, en territori del poble de Cellers. És un quilòmetre i mig al sud-oest de Cellers, en els vessants septentrionals de la Serra del Montsec. És a la dreta del barranc de la Font de Margarit. En el seu extrem nord-oriental hi ha la Font del Cambrot. El Camí de la Font recorre la part baixa d'aquesta obaga.